# Аксель Олай Гейкель

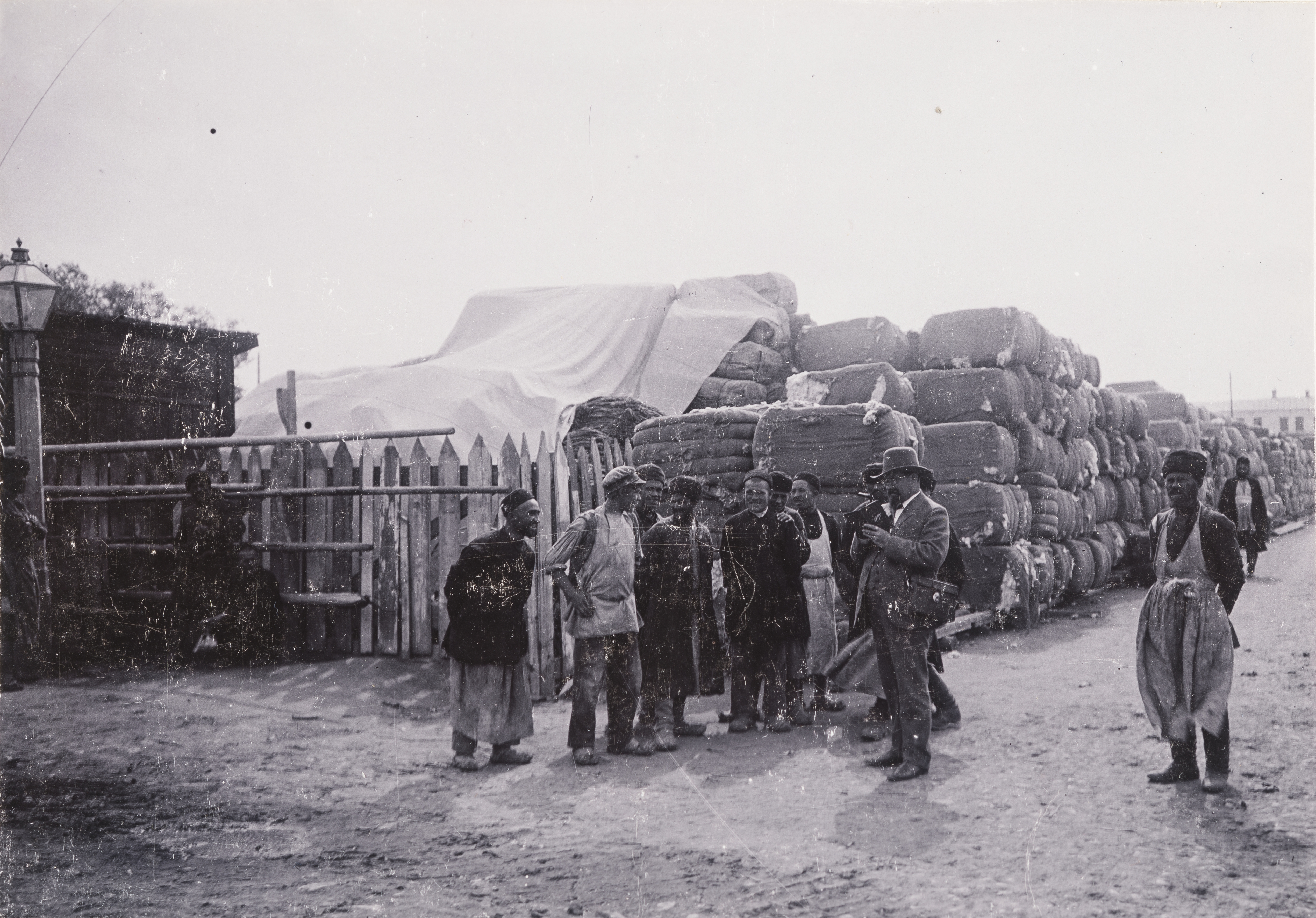
Нижній Новгород, 1903.

Аксель Олай Гейкель (28 лютого 1851 — 6 вересня 1924) — фінський етнограф та археолог, професор Гельсінгського університету.

## Біографія
Народився у м. Бранде у сім'ї священика — вихідця зі Швеції. Був одним із перших європейських етнографів, який звернув увагу на два фіно-угорські народи Східної Європи: ерзян та мокшан, зацікавився вивченням їхнього побуту, фольклору та звичаїв. Батько — Карл Гейкель (швед. Karl Heikel) був лютеранським священиком, мати — Емма Фредеріка Валлін (швед. Emma Fredrika Wallin).
У 1869 р. склав іспити у вищій школі, які давала право на вступ до університету. У 1880 р. захистив дисертацію на ступінь бакалавра філософії, а в 1887 році — доктор філософії. У період 1883—1910 років провів масштабні етнографічні та археологічні дослідження фіно-угорських народів Росії. Професор університету Гельсінкі.
У 1883-1886 рр., за підтримки Фіно-угорського товариства, здійснив етнографічну експедицію до Поволжя. Окрім збору етнографічного матеріалу, зайнявся придбанням у місцевого фіно-угорського населення експонатів для Фінського національного музею, який до цього нараховував не більше 20 експонатів, пов'язаних із матеріальною культурою народів ерзя та мокша. Повторні експедиції здійснив у 1901—1903 рр., 1910 р.
У 1899 р. вирушив в археологічну експедицію в Сибір та Монголію, а також подорожував цими територіями у 1890 і 1893 рр. За результатами цих поїздоу Фіно-угорським товариством були видані «Записки Орхона, собраные финской экспедицией» (1890) та «Древности Западной Сибири» (1894). Гейкель особисто займався розкопками. Ним була знайдена могила кінного воїна VIII ст в Тешебе (Мінусінськ).
Під час своїх подорожей до Росії Гейкель познайомився з великою кількістю російських вчених. Казанський професор К. Т. Сафонов запропонував фіну придбати цінну і вельми коштовну колекцію світлин (150) з поволзькими краєвидами. Частина світлин давала уявлення про антропологічні типи корінних народів Ідель-Уралу, про їх побут і традиційний одяг. На знимках також були зображені релігійні обряди жертвопринесення, моління, свята, сцени сватання і весілля, інші сюжети, пов'язані з ерзянською традиційною релігією. Гейкель не мав фінансових можливостей придбати таку колекцію, тому звернувся за грантом до Фіно-угорського товариства, яке й допомогло викупити фотографії.
У 1887 р. Гейкель впорядкував частину своїх матеріалів, зібраних в експедиціях територією Поволжя, та опублікував фінською мовою монографію «Споруди черемисів, мордви, естів та фінів», а у 1888 р. видав цю працю німецькою мовою.
У 1895 р. у Гейкеля виникла ідея оприлюднити частину своїх матеріалів, присвячених національному вбранню ерзян та мокшан. Необхідні ескізи були зроблені влітку 1883 р. в музеї Академії наук в Петербурзі. Ці ілюстрації виконав художник Агатон Райнхольм, який супроводжував Гейкеля в літній експедиції 1884 р. Елементи одягу та прикрас, а також кольорові таблиці, були виготовлені на замовлення вченого в ательє акціонерного товариства Вайлін-Геес у Гельсінкі.
Строкатість національних строїв ерзян та мокшан, складність їхнього виконання, привернули увагу Фіно-угорського товариства та спонукали його взяти на себе всі видатки, пов'язані із підготовкою спеціального видання. Відтак вже 1896 р. був опублікований перший випуск із 16 кольоровими ілюстраціями. Ця робота потребувала продовження, отже у 1897 р. Гейкель, разом із художником Агнес Норденскельд, відвідали в Росії Академію наук та академію мистецтв, а також Рум'янцевський музей у Москві, університетському та міських музеях м. Казані, де були зроблені відповідні малюнки.
При зборі фактологічного матеріалу і підготовці книги до друку Гейкелю допоміг фінський фіно-угорист Г. Паасонен, який зробив транскрипцію до ерзянських і мокшанських слів, переклав назви важливих предметів побуту. Допоміг і ерзянський народний просвітитель М. Є. Євсев'єв, який взяв активну участь в етнографічних експедиціях фіна Поволжям: був перекладачем та гідом, замовляв для вченого зразки вишивок, давав докладні роз'яснення щодо орнаменту і його термінології, купував етнографічний матеріал, що становив наукову цінність.
Вчений похований разом із дружиною у дворі церкви Каруна в муніципалітеті Сауво, Фінляндія.

## Наукова робота
Сферою професійних інтересів Гейкеля була етнічна історія фіно-угорів, встановлення їхньої прабатьківщини та спорідненостей між народами.
Активно займався археологічною, етнографічною та музейною діяльністю. Заснував у Гельсінкі етнографічний музей під відкритим небом і тривалий час керував ним.
В рамках своїх етнографічних досліджень підготував та видав кілька монографій та атласів, присвячених історії архітектури, національного вбрання, орнаменту і прикрасам фіно-угорських народів. Протягом у сього життя зберігав фанатичний інтерес до об'єктів матеріальної культури ерзянського та мокшанського народів. У 1886 р. в «Журналі Фіно-угорського товариства» опублікував фіномовну статтю про ерзянький та мокшанський зруб.
Роки наукових експедицій, титанічна праця вченого, дозволили йому підготувати і видати фундаментальне дослідження «Mordvalaisten pukuja ja kuoseja» (фін. «Одяг і орнамент мордви»), яке не має аналогів ні в царській, ні в радянській, ні в сучасній російській чи навіть фінській дослідницькій літературі. Ця праця вважається ілюстрованою енциклопедією (250 малюнків) з національного вбрання ерзянського та мокшанського народів.